# Ouèdo
Ouèdo est un arrondissement de la commune d'Abomey-Calavi localisé dans le département de l'Atlantique dans le Sud du Bénin,. Un nouveau nouveau quartier destiné à accueillir 20000 logements et des services publics y est en construction.

## Histoire et Toponymie

### Histoire
Ouèdo devient officiellement un arrondissement de la commune d'Abomey-Calavi le 27 mai 2013 après la délibération et adoption par l'Assemblée nationale du Bénin en sa séance du 15 février 2013 de la loi n° 2013-O5 du 15/02/2013 portant création, organisation, attributions et fonctionnement des unités administratives locales en République du Bénin.
Dans le cadre du programme d'action gouvernemental « Bénin Révélé », la construction d'une cité nouvelle au Sud de Ouèdo comprenant près de 20000 logements sociaux et économiques est annoncée en 2016. Les travaux démarrent en 2019 et sont toujours en cours au printemps 2022.

## Géographie
Ouèdo est limité à l'Est par l'arrondissement de Togba, à l'Ouest par l'arrondissement de Hêvié au sud par l'arrondissement de Godomey et au nord par Glo-Djibgé.

## Administration
L'arrondissement de Ouèdo est composé de 8 villages et quartiers de ville que sont: Adjagbo, Ahouato, Allansankomé, Dassekomé, Kpossidja, Ouèdo Centre, Dessato, Adjagbo-Aïjèdo,.

## Population
Selon le Recensement Général de la Population et de l'Habitation(RGPH4) de l'Institut National de la Statistique et de l'Analyse Economique(INSAE) au Bénin en 2013, la population de Ouèdo compte 5849 ménages pour 27522 habitants.
| Indicateur           | 2013  |
| -------------------- | ----- |
| Nombre de ménages    | 5849  |
| Population féminine  | 13933 |
| Population masculine | 13589 |
| Population totale    | 27522 |

### Galerie de photos

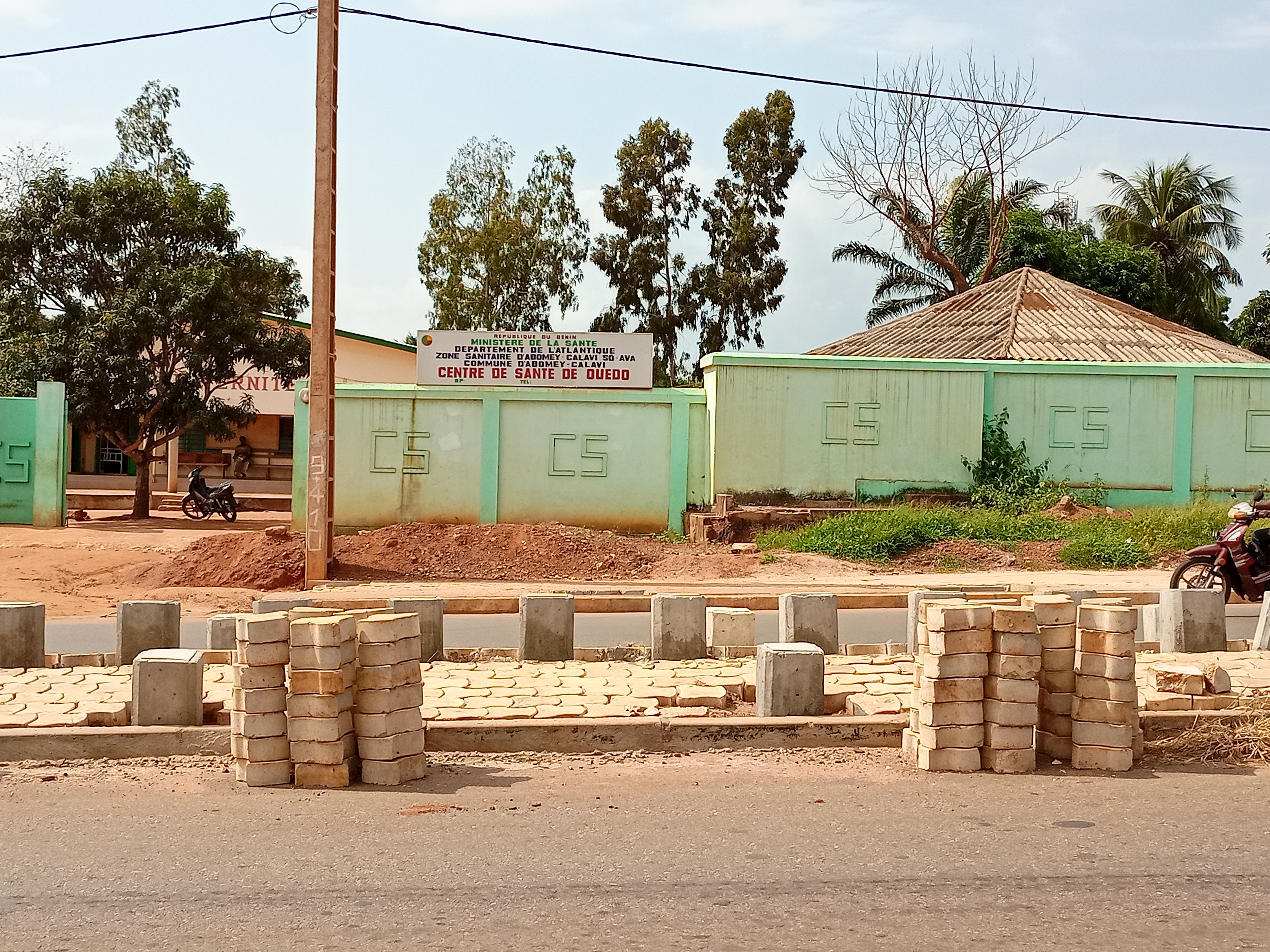
Centre de Santé de Ouèdo
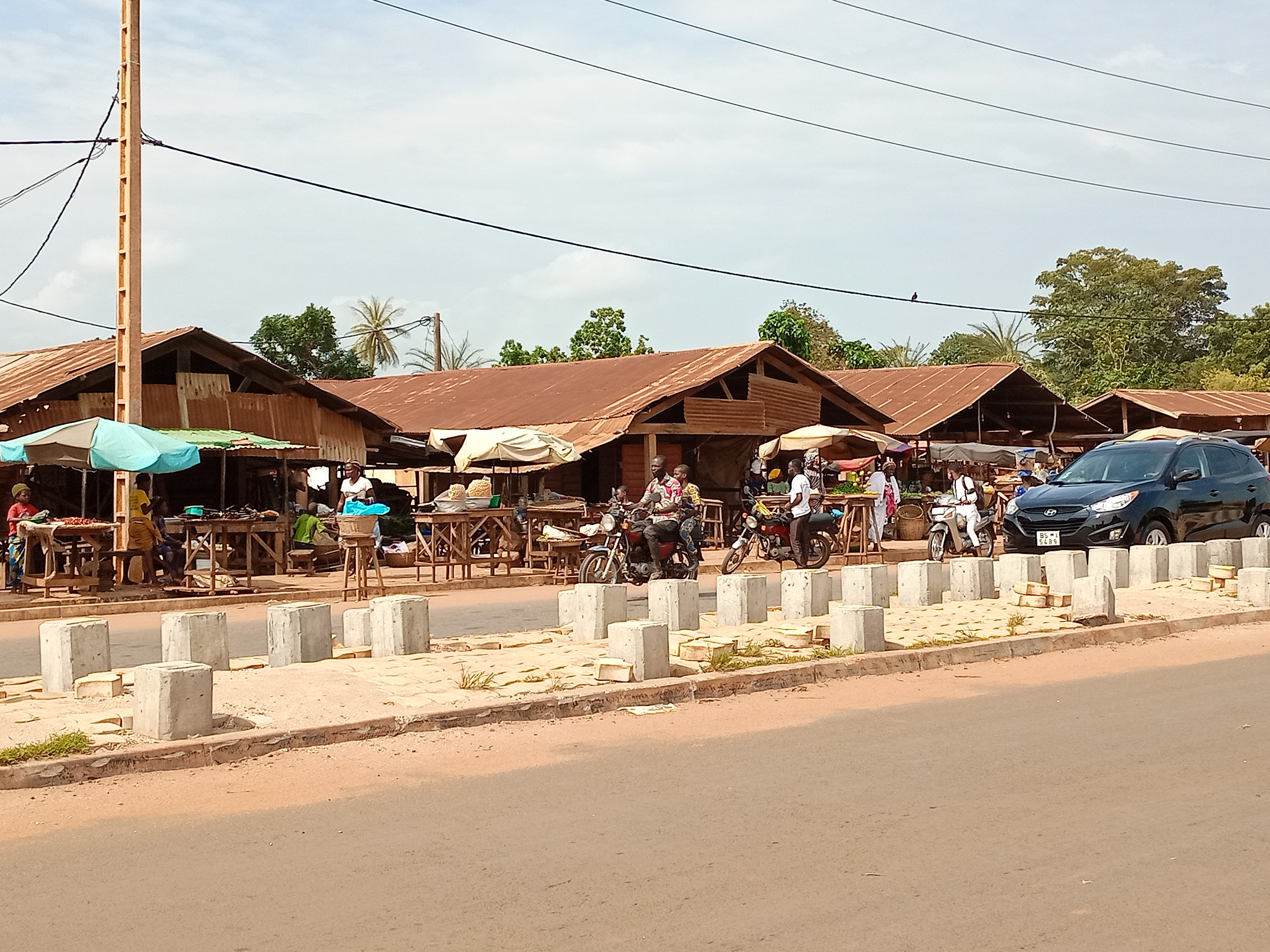
Marché de Ouèdo